# Calle de Mariano Mestre
La calle de Mariano Mestre es una vía pública de la ciudad española de Sagunto.

## Descripción
La vía, que se llamó «calle de Tras monjas», recuerda con el título actual, que ostenta desde 1887, la participación de Mariano Mestre en la guerra de la Independencia. Discurre desde la calle de Gilet hasta la de Cristo Rey. Aparece descrita en el Nomenclator de las calles, plazas y puertas antiguas y modernas de la ciudad de Sagunto (1901) de Antonio Chabret y Fraga con las siguientes palabras:

Mariano Mestre (calle de). Se entra por la de Gilet y sale á la del Acueducto. Es una calleja que llevaba la denominación de Tras monjas, pero en 1887, se le cambió por el nombre que actualmente lleva para memoria del gran patriota, pariente del ilustre Romeu, que como éste trabajó con brio en las azarosas circunstancias de la guerra de la independencia, tomando parte en varias acciones contras las huestes francesas.
(Chabret y Fraga, 1901, p. 8639)